# Tjia Torpe
Ann Kersti Tjia Torpe, född 3 augusti 1951 i Uppsala, är en svensk tidigare politiker (socialdemokrat). Hon har senare lämnat partiet och anslutit sig till Miljöpartiet. Torpe har framför allt sysslat med frågor inom kultur och bildning.
Torpe, som bland annat har arbetat som lärare, rektor, journalist och kulturarbetare, var på 1970-talet verksam på skivbolaget MNW i Vaxholm och ledde musikprogrammet Progressivt i Sveriges radios P2. I början av 1980-talet var hon verksam på Svenska Kvinnors Vänsterförbunds tidskrift Vi Mänskor. Hon var 1994–1996 skol- och kulturborgarråd i Stockholm, och representerade då Socialdemokraterna. 1997–2005 var hon VD och senare koncernchef inom Irisgruppen, Synskadades riksförbunds företagsgrupp. Mellan 2005 och 2008 var hon chef för Infomedica (senare Sjukvårdsrådgivningen). Åren 2009–2013 arbetade hon som förbundschef för Studiefrämjandet.
Tjia Torpe är dotter till Ulla Torpe och Sten Henrysson.